# مصدر أيونات

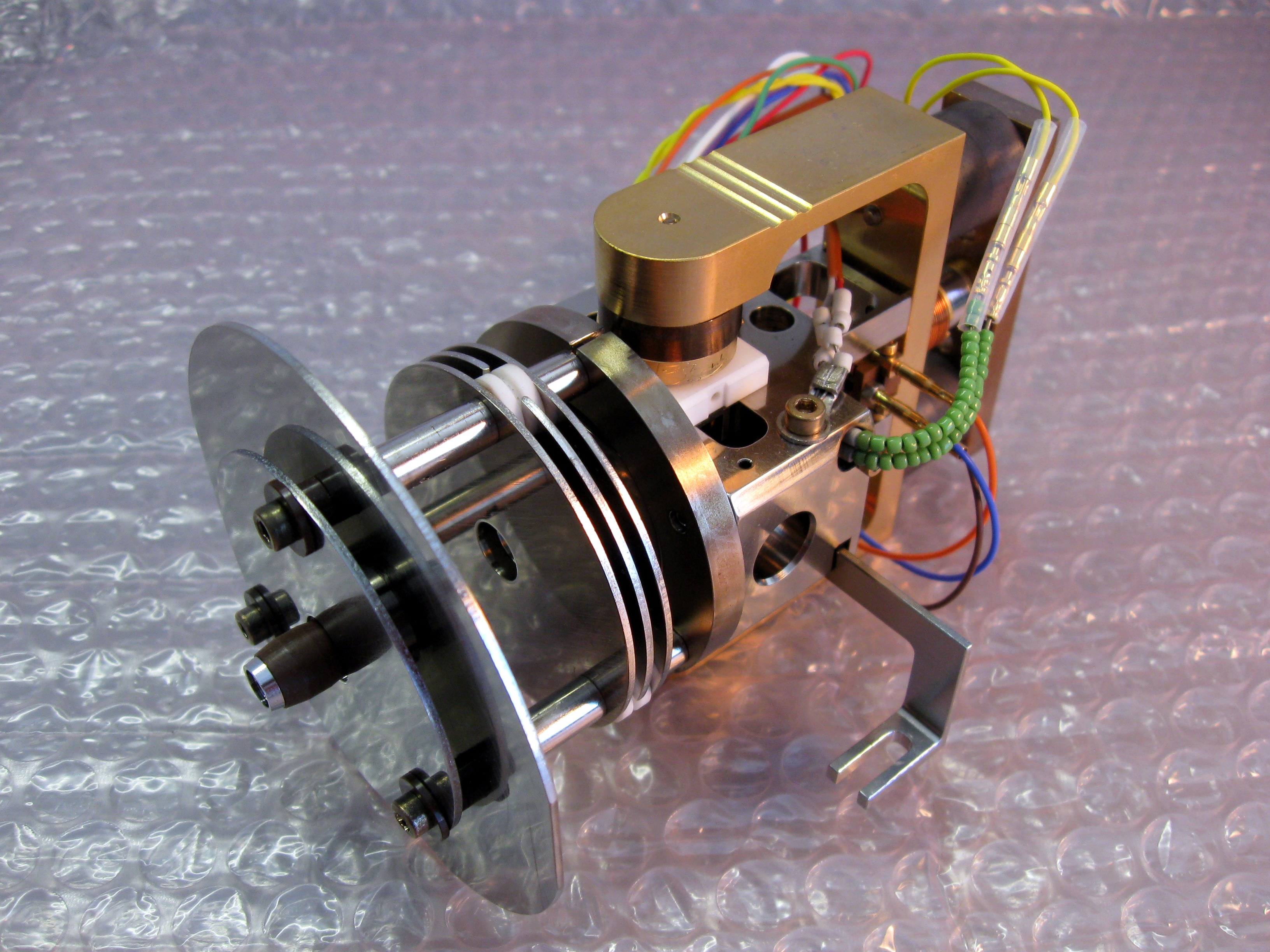
مصدر أيونات لمطياف كتلة

مصدر الأيونات (أو المنبع الأيوني) هو جهاز يستخدم من أجل توليد الأيونات الذرية أو الجزيئية؛ وذلك من أجل عدة تطبيقات مخبرية مثل أجهزة مطيافية الكتلة ومطيافية الانبعاث الذري ومسرّعات الجسيمات وأجهزة غرس الأيونات والمحركات الأيونية.
هناك عدة أنواع من مصادر الأيونات حسب أسلوب التأين؛ منها:
- التأين الإلكتروني Electron ionization
- التأين الكيميائي Chemical ionization
- التأين بتفريغ الغاز Gas-discharge ion sources
- التأين الضوئي Photoionization
- التأين بالانتزاز Desorption ionization
- التأين بالترذيذ Spray ionization
- التأين الحراري Thermal ionization
- التأين في الوسط المحيط Ambient ionization